# Alexandre-Henri de Chauvigny de Blot
Alexandre-Henri de Chauvigny de Blot (né le 11 janvier 1751 à Saint-Gal-sur-Sioule et mort à Londres le  4 février 1805) est un ecclésiastique qui fut le dernier évêque de Lombez de 1787 à 1790.

## Biographie
Né dans le diocèse de Clermont, il est prêtre, prieur commendataire du prieuré de Saint-Pierre et Saint-Paul de Châteauneuf, au diocèse de Bourges et vicaire général du diocèse de Noyon, lorsqu'il participe à l'assemblée du clergé de 1775. Il est désigné comme évêque de Lombez en 1787. Confirmé le 19 juillet, il est consacré en août suivant par le cardinal Etienne-Charles de Loménie de Brienne, archevêque de Toulouse.
Son épiscopat est bref car lors de la Révolution française la constitution civile du clergé impose de prêter serment, ce qu'il refuse en 1790. Le diocèse de Lombez est supprimé. L'évêque émigre immédiatement d'abord à Pérouse de 1791 à 1794 puis à Venise en 1795 et enfin en Angleterre alors que son vicaire général, Jean-Antoine Robert de Razebourg, chanoine de Chartres reste en poste jusqu'à son expulsion en 1793. Après la signature du Concordat de 1801, le prélat déchu fait partie des 37 évêques français qui refusent de se démettre après la publication de la bulle Qui Christi Domini le 29 novembre 1801 par le pape Pie VII et il meurt en exil à Londres en 1805,.